# Centella tridentata
Centella tridentata là một loài thực vật có hoa trong họ Hoa tán. Loài này được (L.f.) Drude ex Domin mô tả khoa học đầu tiên năm 1908.